# Peder Henriksen
Peder Henriksen (9 giugno 1890 – 9 novembre 1975) è stato un calciatore norvegese, di ruolo centrocampista.

## Carriera

### Club
Henriksen giocò con la maglia dell'Odd.

### Nazionale
Conta una presenza per la Norvegia. Il 19 settembre 1915, infatti, fu in campo nella sconfitta per 8-1 contro la Danimarca.

## Palmarès

### Club

#### Competizioni nazionali
- Coppa di Norvegia: 4

Odd: 1913, 1915, 1919, 1922